# Din nou pe Pământ (roman)
Din nou pe Pământ (1995) (engleză: Earthfall) este al patrulea roman din Saga Întoarcerea acasă de Orson Scott Card, o prezentare SF a primelor sute de ani din Cartea lui Mormon. A apărut inițial în 1995 la Tor Books, iar în limba română în 2013 la Editura Nemira.

## Intriga
Copiii de pe Wetchik sunt gata să urce la bordul navei spațiale Basilica pentru a se îmbarca în călătoria lor de la planeta Harmony înapoi către planeta de origine a omenirii: Pământul. Cu toate acestea, rivalitatea dintre Nafai și Elemak sugerează că drumul spre Pământ numai liniștit nu va fi. Fiecare facțiune deja și-a făcut planuri ascunse de se a trezi prematur din hibernare, pentru a fi în avantaj atunci când va avea loc aterizarea. Copiii devin pioni în lupta pentru putere a părinților - potențialii adulți de mare valoare pot consolida fiecare facțiune. Dar SupraSufletul (Oversoul) preia în cele din urmă controlul, deoarece a încărcat o copie a sa în computerul central al Basilicei, totul pentru a putea monitoriza nava spațială în orice moment.
După aterizarea navei pe Pământ, pacea fragilă de la bord este doar o mască a pasiunilor tulburătoare din rândul echipajului. Pe Pământ trăiesc însă și rase extraterestre misterioase și simbiotice care au evoluat aici de la plecarea omenirii. Încercarea de a se înțelege cu Îngerii (Angels  - o rasă de lilieci gigant) și cu Săpătorii (Diggers - șobolani gigant), așa cum le-a fost prefigurat în visele lor, nu este o sarcină ușoară.
Pe tot parcursul acestui roman accentul cade pe îndepărtarea de generația originală de personaje în scopul delimitării trecerii timpului. Facțiunile care s-au dezvoltat în rândul generației inițiale s-au extins acum la copiii lor, dar nu din vina copiilor. Nafai însuși și ai lui "Nafari" în viață lucrează în primul rând cu rasa de Îngeri, în timp ce "Elemaki" colaborează mai strâns cu Săpătorii. Această disociere în cele din urmă va rupe aproape toate legăturile, literalmente, dintre  Hushidh și Cheveya - între Nafai și fratele lui mai mare, Elemak. În timp ce furia și ura lui Elemak pentru Nafai crește, sentimentele sale se transmit familiei sale și Săpătorilor, punând bazele pentru război.
După moartea lui Volemak, Nafarii migrează spre nord, departe de locul aterizării, pentru a întemeia o nouă națiune alături de Îngeri, Elemak preia conducerea Săpătorilor, iar Shedemei urcă pe orbită cu nava, de unde supraveghează Pământul.

### Capitolele cărții
| - Prolog Cartea I - Dacă mă voi trezi înainte de a muri - 1 - Ceartă cu Dumnezeu - 2 - Chipul Celui Străvechi - 3 - Secrete - 4 - Putere de convingere - 5 - Cel care trage cu urechea - 6 - Zeul cel urât - 7 - Furtună pe mare - 8 - Dezlegat | Cartea a II-a - Aterizarea pe Pământ - 9 - Observatori - 10 - Căutătorii - 11 - Găuri - 12 - Prieteni - 13 - Ucideri - 14 - Vorbe - 15 - Divizări - 16 - Comandant de navă spațială |

## Lista personajelor
- Nafai - fiul lui Volemak și al Rasei, este ales de Sufletul Suprem să conducă oamenii spre Pământ
- Luet - vizionară în ape, soția lui Nafai
- Elemak - fiul lui Volemak cu Hosni, este conducătorul caravanei prin deșerturile planetei Harmony și conducătorul facțiunii care i se opune lui Nafai
- Eiadh - nepoata Rasei, soția lui Elemak
- Volemak - cel mai vârstnic membru al caravanei, autoritatea sa este acceptată de întreg grupul de pelerini; este tatăl lui Elemak, Mebbekew, Issib, Nafai și Oykib
- Rasa - soția lui Volemak, autoritatea ei este la fel de respectată ca și a lui Volemak, este mama lui Sevet, Kokor, Issib Nafai și Oykib
- Mebbekew - fiul lui Volemak cu Hosni, frate bun cu Elemak a cărui mână dreaptă este, fost actor
- Dol - nepoata Rasei, soția lui Mebbekew
- Zdorab - fost bibliotecar în grija căruia se afla Catalogul Sufletului Suprem, homosexual
- Shedemei - geneticiană de geniu, soția lui Zdorab, este aleasă de Sufletul Suprem să supravegheze Pământul de pe orbită
- Issib - fiul lui Volemak și al Rasei, frate bun cu Nafai, infirm, se descurcă foarte bine în comunicare cu Catalogul
- Hushidh - oracol, sora lui Luet, soția lui Issib, „vede” legăturile care există între membrii comunității
- Kokor - fiica Rasei cu Gaballufix, fostă cântăreață, fire libertină
- Obring - soțul lui Kokor
- Sevet - fiica Rasei cu Gaballufix, soră bună cu Kokor, fire libertină
- Vas - soțul lui Sevet, bun căutător de urme, răzbunător, îl ucide pe Obring pentru că s-a culcat cu soția sa și este ucis la rândul său de Mebbekew
- Chveya - fiica lui Luet și Nafai, născută după plecarea în pelerinaj, „vede” legăturile care se formează între membrii comunității
- Oykib - fiul lui Volemak și al Rasei, născut după plecarea în pelerinaj, devine soțul Chveyei
- Protchnu - fiul lui Elemak și al lui Eiadh, născut după plecarea în pelerinaj
- Poto și pTo - Îngeri gemeni, primii care stabilesc legătura cu oamenii veniți de pe Harmony
- Fusum - rege de sânge din comunitatea Săpătorilor
- Emeezem - consoarta regelui războiului Mufruzhuuzh, conducătoare religioasă a Săpătorilor

## Opinii critice
The New York Times consideră cartea „o lectură palpitantă ce confirmă talentul extraordinar al autorului [și care] continuă la același nivel o poveste care a încântat milioane de cititori”, în timp ce SF Site o descrie ca „o călătorie seculară prin meandrele spațiului, povestită în stilul inegalabil al unui scriitor fără rival”.
Publishers Weekly vede în al patrulea volum al seriei „o carte plină de acțiune, cu o intrigă complexă, în care calitățile recunoscute ale lui Card sunt la ele acasă - personaje bine construite și o poveste care propune teme morale complexe”, dar crede că „pe măsură ce ritmul narativ se accelerează, ultimele episoade se fragmentează, iar personajele se pierd în fundal”.